# 패밀리 오브 더 이어
패밀리 오브 더 이어(Family of the Year)는 미국의 인디 록 밴드이다. 대표곡은 "Hero"이다.